# 短菱藓属
短菱藓属（学名：Ectropotheciella）为灰藓科的一个属。

## 物种
本属包括以下物种：
- 短菱藓 Ectropotheciella distichophylla (Hampe) Fleisch. 1923[1]